# Naj Tunich

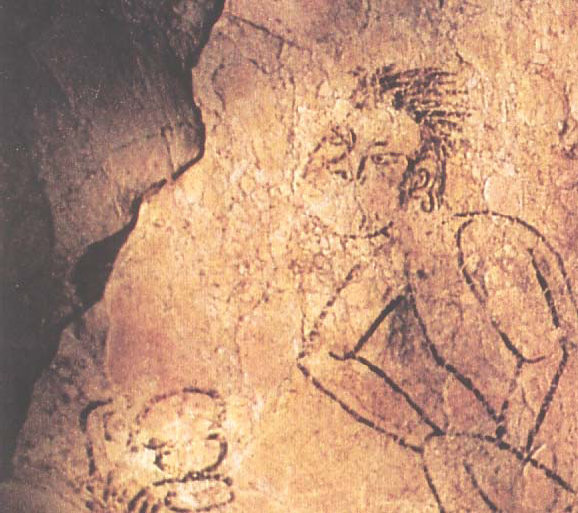
Del av en väggmålning i Naj Tunich av en man i en ovanlig 3/4-profil som håller på en rituell åderlåtning

Naj Tunich är en grotta och ett betydelsefullt fornminne i Guatemala.
Upptäckten av Naj Tunichgrottorna, i Poptún, Guatemala 1979, startade ett intresse för grottarkeologi bland mayanister. Naj Tunich är den mest framstående av Mayas grottor, med den mest omfattande grottarkitekturen som någonsin hittats, med den enda överklassgraven som hittats i en grotta och den största (och mest enastående) samlingen av mayas grottinskriptioner och grottmålningar. Undersökningen av platsen på 1980-talet och försök att förstå dess uppenbara betydelse var katalysatorn som ledde till bildandet av fältet kring mayas grottarkeologi. Naj Tunich har dussintals med Mayaskrift i form av glyftexter och figurer, men också en del handskrifter och ett halvt dussin hällristningar.
Denna grotta är så rik på konstverk, artefakter, gravar och monumental arkitektur att den helt revolutionerar vår syn på grottor som ett element i mayas sociala och religiösa liv, särskilt bland överklassen. Platsen har unika kännetecken och ger oss bevis på barnoffer, rituella åderlåtningar och samlag - heliga aktiviteter som kan ha åtföljts av förändrade medvetandetillstånd inducerade av intag av alkohol eller hallucinogena substanser. Medlemmar av Mayas kungahus kan ha funnits bland dem som begravts i grottan. Grottan var en helig plats från så tidigt som senare delen av Förklassiska perioden, omkring 100 f.Kr. och användes fram till Senklassiska eran mellan år 550 och 900, även om dess storhetstid var under den Tidiga klassiska fasen mellan 250 och 550.
Naj Tunich är en mayaterm för grotta och betyder ordagrant "stenhus", då grottorna sågs som platsen där gudarna bodde. Men bland grottorna måste Naj Tunich alltid varit något extra. Bland kek’chi' maya i området är man överens om att denna är den största grottan och, kort efter dess upptäckt, uttryckte en man sin åsikt att det var i grottan som mayas majsgud bodde eller ingången till Xibalbá låg. Under senare delen av Förklassiska och Klassiska mayaeran, var Naj Tunich ett viktigt pilgrimscenter, åtminstone i regional skala. Platsen har alltid bjudit på en mängd överraskningar. Till en början åtnjöt den stora mängden inskriptioner och målningar långt in i tunnelsystemet den största uppmärksamheten. I arbetet med de arkeologiska undersökningarna, tog Andrea Stone och James Brady på sig att dokumentera varenda bild. 1988 hittade geologen George Veni en tidigare okänd passage som dramatiskt ökade grottans storlek och medförde att ännu fler målningar upptäcktes. Medan man dokumenterade dessa nya målningar 1999, använde Brady och Gene Ware ett multispektralt avbildningssystem. De upptäckte flera helt oväntade fall av övermålningar, som gör att man nu tror att målningarnas historia är betydligt mer komplex än man tidigare ansett.

## Världsarvsstatus
Den 23 september 2002 sattes Naj Tunichgrottan upp på Guatemalas tentativa världsarvslista och den 27 april 2012 sattes Naj Tunichgrottornas arkeologiska park upp på samma lista.